# Луций Катилий Север Юлиан Клавдий Регин
Луций Катилий Север Юлиан Клавдий Регин (на латински: Lucius Catilius Severus Iulianus Claudius Reginus) e политик и сенатор на Римската империя през 1 и 2 век.

## Биография
Неговата фамилия Катилии произлиза от Витиния и Понт.
През 110 г. той е суфектконсул заедно с Гай Еруциан Силон. След това император Траян го изпраща като преторски легат в Армения и Кападокия. През 120 г. той е редовен консул. Колега му е Тит Аврелий Фулвий Бойоний Арий Антонин Пий. През 123 – 124 г. е проконсул на Африка.
Вероятно е дядо на Домиция Луцила по майчина линия.